# Redder

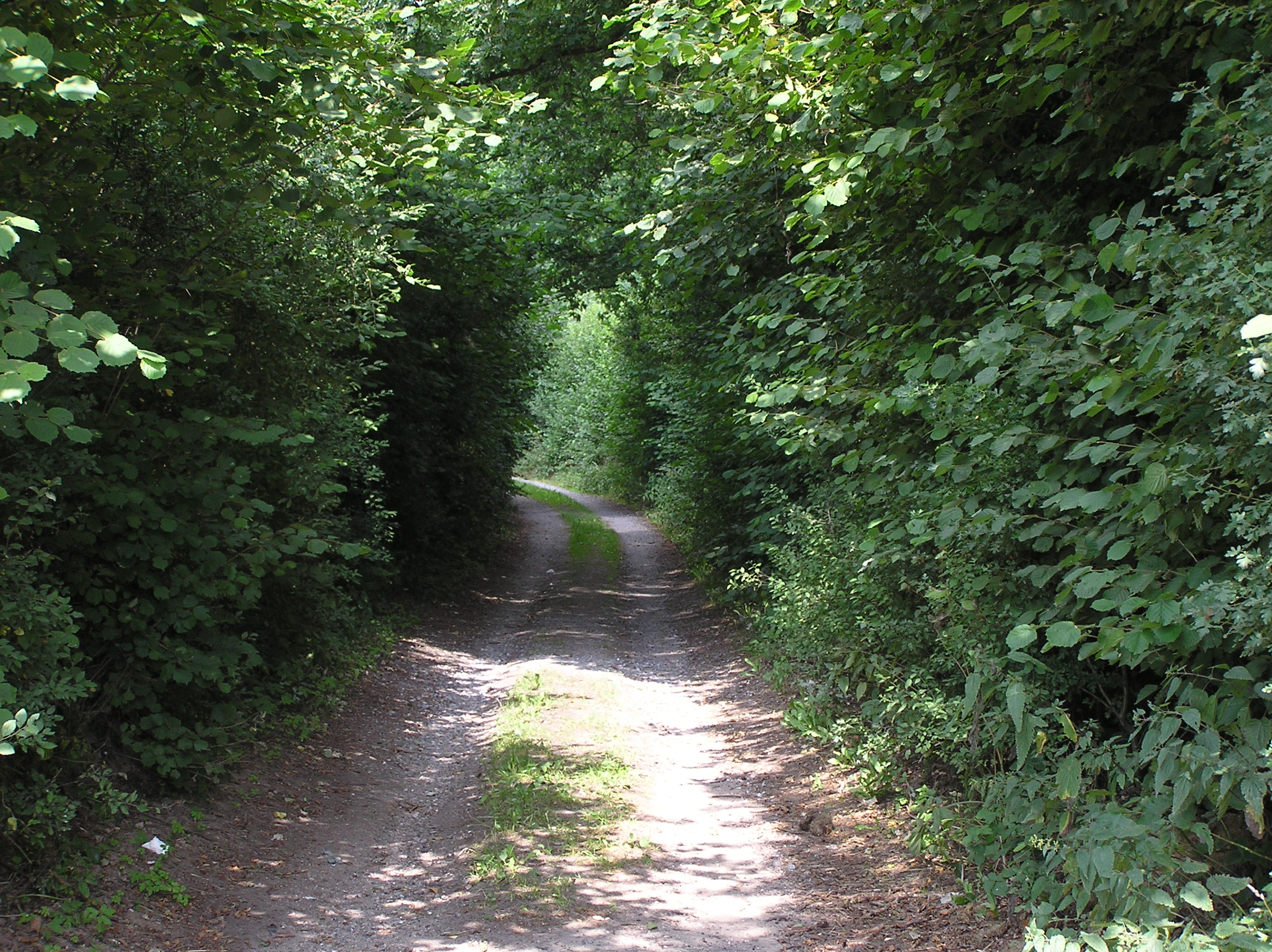
Redder in Siek, (Kreis Stormarn)

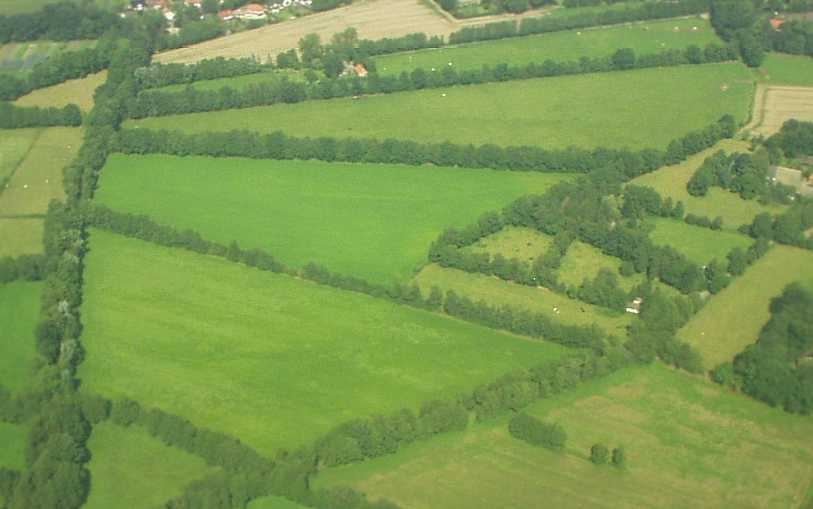
Redderlandschaft am östl. Stadtrand von Delmenhorst, Ortsteil Tannen

Ein Redder ist ein Weg, der beidseitig von einer Hecke oder einem Knick begrenzt wird.
Der Name kommt aus dem Niederdeutschen und bedeutete „Weg zwischen zwei mit Hecken besetzten Gräben“, wobei seinerzeit mit „Graben“ ein Wall bezeichnet wurde.
Oft geschah es, dass aufgrund des Verkoppelungsgesetzes von 1770 jedes Feld mit Knicks umgrenzt wurde. Dabei ergab es sich, dass die Wege beidseitig Knicks erhielten. Durch die Hecken entlang von Wegen wurden angrenzende Felder auch vor dem vorbeigetriebenen Vieh geschützt.
Redder spielen im Naturhaushalt eine besondere Rolle. Während in einem einfachen Knick von 1 km Länge ca. 30 Vogelpaare brüten, kann die Brutpaardichte in einem Doppelknick bis auf das 6fache steigen. Redder sind also nicht nur als optisches Gliederungselement, sondern auch ökologisch für Kulturlandschaften wertvoll. Durch ihren Aufbau bieten sie nicht nur Lebensraum für Vögel, sondern auch für Wirbellose und Säugetiere, die z. T. vergleichbaren Waldstrukturen entstammen.
Besonders wertvoll sind Redder mit eingeschlossenem Sandweg, aber selbst asphaltierte Wege werden oft so beschattet, dass ihre Barrierenwirkung vor allem für Amphibien deutlich gemindert wird. Knicks und Redder sind zudem Teile großflächiger Biotopverbundsysteme.
Der Begriff Redder ist vor allem für die Region des heutigen Schleswig-Holsteins typisch. Den Bestandteil „Redder“ enthalten Straßennamen auch in Hamburg (z. B. „Reinbeker Redder“) und Niedersachsen (z. B. Celle: „Kleine Redder“).